# Finance Bank Zambia
Finance Bank Zambia, auch FBZ, ist ein Tochterunternehmen der Citigroup in Sambia. Ihr Hauptsitz in Sambia ist das Chanik House in der Cairo Road in Lusaka. Sie ist lizenziert gemäß dem Zambia Banking and Financial Services Act 1994. Sie unterhält in Sambia 33 Zweigstellen, 9 Agenturen und 9 Außenstellen. Damit ist sie nach der Zambia National Commercial Bank jene mit der dichtesten Präsenz in Sambia. Sie ist in jeder Provinz in mindestens drei Orten vertreten.
FBZ ist die führende Privatbank in Sambia. Sie arbeitet seit 2003 aufgrund eines Managementvertrages mit der Loita Capital Partners International, einer Entwicklungs- und Förderorganisation für den afrikanischen Bankenmarkt, und in Kooperation mit der Weltbank. Sie versteht sich als einheimische Bank, die ihren Kunden einen Zugang zum sambischen Markt, dem der COMESA und denen Zentralafrikas bietet. Dabei scheint es zur Strategie zu gehören, in der Nähe oder direkt an den Grenzen zu Malawi, Simbabwe, Angola, Demokratische Republik Kongo und Namibia mit Repräsentanzen vertreten zu sein. Auf dem Finanzmarkt zielt sie auf das Segment der kleinen und mittleren Unternehmen. Dafür steht ihr ein Portfolio von 21 Mio. US$ zur Verfügung. Die FBZ arbeitet erfolgreich mit steigenden Volumina und Gewinnen. Sie steht in direkter Konkurrenz mit der Cavmont Capital Bank und der Lima Bank.